# Valanga coerulescens
Valanga coerulescens är en insektsart som beskrevs av Willemse, C. 1953. Valanga coerulescens ingår i släktet Valanga och familjen gräshoppor. Inga underarter finns listade i Catalogue of Life.